# دينغ أكيوث
دينغ أكيوث (مواليد 24 أكتوبر 1996) هو لاعب كرة سلة جنوب سوداني يلعب في نادي الاتحاد الرياضي المنستيري.

## روابط خارجية
- دينغ أكيوث على موقع كرة السلة الأوروبية.كوم (الإنجليزية)
- دينغ أكيوث على موقع ريلجم (الإنجليزية)
- دينغ أكيوث على موقع بروبوليرز (الإنجليزية)
- دينغ أكيوث على موقع سبورتس رفرنس (الإنجليزية)